# Все зразу (Дискавері)
Все зразу (All In) — п'ятдесятий епізод американського телевізійного серіалу «Зоряний шлях: Дискавері» та восьмий в четвертому сезоні. Епізод написав Шон Кокран, режисер Крістофер Дж. Бірн; Джен Макговен. Перший показ відбувся 8 січня 2022 року.

## Зміст
Венс розлючений — вкрадено прототип з новим споровим двигуном із засекреченими технологіями. При цьому було введено подвійне декодування — Тарка ввів свій код і Венса. Тарці потрібен ізоліній, щоб завершити свою зброю, і Бернем знає, у якого торговця на чорному ринку Бук спробує його отримати. Ріллак відмовляється дозволити їй піти за ним, і Венс публічно погоджується. Але він таємно дає Бернем інші накази: зібрати дані про координати 10-C, але в той же час спробувати отримати ізоліній раніше, ніж це зроблять Бук і Тарка.
Зора знаходить в даних Сфери інформаціє про цивілізацію — вона розташована за 30 світлових років від дивних траєкторій екстрагалактичних зірок. Тарка і Бук прибувають в казино на Поратії — яке є «сліпою зоною» для законів Федерації — та зустрічаються з Хазом Мазаро, який «погоджується» продати їм ізоліній, якщо Букер допоможе знайти шахрая в казино. Невдовзі після цього прибувають Бернем і оперативний офіцер Джоанна Овосекун й купують у Мазаро карти стілфів (вони мали справи з оріонцями), які відображають координати 10-C. Майкл знаходить Бука і намагається відговорити його. Вони не можуть перевершити ставку Бука та Тарки за ізоліній, тому Овосекун б'ється на рингу, щоб заробити їм більше грошей. Тренер програлого гравця намагається відібрати виграш — Букер підбігає і захищає а Майкл добиває правим хуком. Вони звертаються до Мазаро з грошима саме тоді, коли Бук ловить шахрая (це видозмін — група шулерів є одним), і дилер вирішує розв'язати цю нічию картковою грою. Овосекун за лаштунками гри намагається достукатися до Тарки — він закривається при згадці про втраченого знайомого.
Бук виграє гру та забирає ізоліній, але не раніше, ніж Бернхем встановить на ньому трекер. Діаграми показують велике штучне гіперполе за галактичним бар'єром (яка існує як своєрідна клітка Фарадея), і дані свідчать про те, що воно живиться рідкісним боронітом, який АЧМ видобуває з планет.

## Виробництво
Активна розробка сезону почалася в січні 2020 року. На написання було витрачено більше часу, ніж у попередніх сезонах, через пандемію COVID-19, яка надихнула на космічну аномалію, з якою герої стикаються в сезоні. Нова роль Бернем як капітана також вивчається після її підвищення в кінці третього сезону. Четвертий сезон було офіційно оголошено в жовтні 2020 року, а зйомки проходили в Торонто, Канада, з листопада 2020 року по серпень 2021 року. Для забезпечення безпеки під час пандемії було застосовано нові знімальні процеси, що спричинило деякі затримки виробництва. Відеостіна була побудована для зйомки перед комп'ютерним фоном у реальному часі.

## Сприйняття та відгуки
Станом на листопад 2022 року на сайті «IMDb» серія отримала 5.5 бала підтримки з можливих 10 при 1656 голосах користувачів.
В огляді для «Den of Geek» Лейсі Богер відзначила: «Бернем, дитина Федерації до кісткового мозку, вірить — дипломатія, яка веде з надією та показує своє найкраще обличчя тим, хто відрізняється від нас, має бути першим шляхом. Яким людство завжди намагається, навіть з тими, хто, можливо, цього не заслуговує, домовитися. Можна лише здогадуватися, як вони знайдуть спільну мову в цьому, коли особистий досвід Бука з DMA та Видом 10-C робить його особливо впевненим у правильності точки зору. Незважаючи на явну готовність Майкл боротися за Букера, тут, безперечно, більше одного моменту, де здається, що пара грає на щось більше, ніж карткова гра. Але саме майбутнє їхніх стосунків і це ше не не відчуваю, що хтось із них справді виграє».

## Знімались
| Актор               | Роль                |
| ------------------- | ------------------- |
| Сонеква Мартін-Грін | Майкл Бернем        |
| Даг Джонс           | Сару                |
| Ентоні Репп         | Пол Стамец          |
| Вілсон Круз         | Гаг Калбер          |
| Девід Аджала        | Клівленд Букер      |
| Одед Фер            | адмірал Чарльз Венс |
| Шон Дойл            | Руон Тарка          |
| Хелаг Горнсдал      | Лара Ріллак         |
| Деніел Кеш          | Газ Мазаро          |
| Аннабелль Волліс    | Зора                |
| Оїн Оладежо         | Джоанн Овосекун     |
| Майкл Чан           | офіцер              |
| Деніел Де-Санто     | менедежер           |
| Джейсон Госбі       | Мат'труб            |
| Еммануель Джон      | офіцер безпеки      |
| Клаудія Юрт         | Закарі              |
| Джефф Кассел        | рефері              |
| Набіл Хатіб         | Біфі                |